# Caementodon
Caementodon — викопний рід носорогів клади Elasmotheriinae, ендемічний для Європи та Азії в міоцені.